# Sammy Traoré
Sammy Traoré (Créteil, 25 febbraio 1976) è un ex calciatore maliano, difensore.

## Palmarès

### Club

#### Competizioni nazionali
- Coppa di Francia: 1

PSG: 2009-2010